# Жансаринський сільський округ
Жансари́нський сільський округ (каз. Жансары ауылдық округі, рос. Жансаринский сельский округ) — адміністративна одиниця у складі Осакаровського району Карагандинської області Казахстану. Адміністративний центр — село Аманконир.
Населення — 370 осіб (2021; 665 у 2009, 1130 у 1999, 1846 у 1989).
Станом на 1989 рік існувала Дальня сільська рада (села Дальнє, Жуантобе, Кизилтаське, Лиманне, Юго-Восток) ліквідованого Молодіжного району. До 2015 року сільський округ називався Дальнім.

## Склад
До складу округу входять такі населені пункти:
| Населений пункт   | Населення, осіб (1989) | Населення, осіб (1999) | Населення, осіб (2009) | Населення, осіб (2021) |
| ----------------- | ---------------------- | ---------------------- | ---------------------- | ---------------------- |
| Аманконир, село   | 824                    | 326                    | 191                    | 144                    |
| Баскорик, село    | 264                    | 155                    | 90                     | 48                     |
| Жуантобе, село    | 256                    | 221                    | 99                     | 53                     |
| Кизилтаське, село | 252                    | 246                    | 197                    | 80                     |
| Юго-Восток, село  | 250                    | 182                    | 88                     | 45                     |